# Cryptopodium bartramioides
Cryptopodium bartramioides là một loài rêu trong họ Rhizogoniaceae. Loài này được (Hook.) Brid. mô tả khoa học đầu tiên năm 1827.